# Hedysarum sikkimense
Hedysarum sikkimense är en ärtväxtart som beskrevs av John Gilbert Baker. Hedysarum sikkimense ingår i släktet buskväpplingar, och familjen ärtväxter.

## Underarter
Arten delas in i följande underarter:
- H. s. rigidum
- H. s. sikkimense
- H. s. xiangchengense